# Astragalus karatjubeki
Astragalus karatjubeki är en ärtväxtart som beskrevs av Vitaliǐ Petrovich Goloskokov. Astragalus karatjubeki ingår i släktet vedlar, och familjen ärtväxter. Inga underarter finns listade i Catalogue of Life.